# Sumatori de Borel
En matemàtiques, un sumatori de Borel és una generalització de la idea habitual d'addició d'una sèrie. En particular dona una definició d'una quantitat que de moltes maneres es comporta formalment com la suma, fins i tot si la sèrie és de fet divergent.

## Definició
Sia
{\displaystyle y=\sum _{k=0}^{\infty }y_{k}z^{-k}}
una sèrie de potències formal en z.
Es defineix la transformació de Borel {\displaystyle {\mathcal {B}}y} de {\displaystyle y} per
{\displaystyle \sum _{k=0}^{\infty }{\frac {y_{k+1}}{k!}}t^{k}.}
Suposant que
1. {\displaystyle \scriptstyle {\mathcal {B}}y} té un radi de convergència diferent de zero com a funció de t;
2. {\displaystyle \scriptstyle {\mathcal {B}}y} es pot estendre analíticament a una funció {\displaystyle \scriptstyle {\widehat {y}}(t)} en tota la recta real positiva;
3. {\displaystyle \scriptstyle {\widehat {y}}(t)} creix com a màxim exponencialment al llarg de la recta real positiva.

Llavors el sumatori de Borel de y ve donat per la transformada de Laplace de {\displaystyle \scriptstyle {\widehat {y}}(t)}. Aquesta funció té garantida l'existència per la condició (3) de dalt.

## Discussió
El sumatori de Borel d'una sèrie és la transformació de Laplace de la suma de la transformació de Laplace inversa terme-a-terme de la sèrie original. Si la transformada de Laplace d'una sèrie infinita fos igual a la suma de la seva transformada de Laplace terme-a-terme llavors el seu sumatori de Borel seria igual a la suma habitual. El sumatori de Borel es defineix en moltes situacions on no es defineix la suma. Parlant no rigorosament, permet donar un significat a la 'suma' de certs tipus de sèrie divergents. El sumatori de Borel és un exemple d'un mètode de moment constant per sumar sèries.

## Aplicacions
El sumartori de Borel troba aplicació en la teoria de pertorbació on els físics freqüentment necessiten assignar un valor a la suma d'una sèrie tot i que sigui divergent.
Una ampliació directa del sumatori de Borel des de sèries (discret) fins a integrals (continu) es pot donar en la forma
{\displaystyle \int _{0}^{\infty }s^{-x}f(x)\,dx\rightarrow s\int _{0}^{\infty }\int _{0}^{\infty }{\frac {f(x)t^{x}}{\Gamma (x+1)}}\exp(-st)\,dt\,dx={\frac {F(\ln(s))}{\ln(s)}}}
on F(s) és la transformada de Laplace de f (x). Això es fa servir per donar un significat finit a les integrals de Fourier del tipus
{\displaystyle \int _{-\infty }^{\infty }f(x)e^{i\omega x}\,dx.}